# Liacarus latiusculus
Liacarus latiusculus är en kvalsterart som beskrevs av Wen 1991. Liacarus latiusculus ingår i släktet Liacarus och familjen Liacaridae. Inga underarter finns listade i Catalogue of Life.